# Zlatý Golem
Zlatý Golem nebo také Zlatý Golem Praha byl mezinárodní filmový festival, který probíhal v letech 1995–1996.

## Historie
Festival Zlatý Golem v Praze, vzniklý odštěpením části nadace Filmfestival KV, požádal o akreditaci FIAPF pro festival kategorie A, o kterou soupeřil s týmem zodpovědným za festival v Karlových Varech. Za rozštěpení původního organizačního týmu mohla především nevraživost Jiřího Bartošky a režiséra Antonína Moskalyka, který Zlatý Golem založil. Moskalykovi se podařilo přesvědčit Českou unii filmových producentů, která měla zastoupení v FIAPF.